# Wakefield (Rhode Island)
Pour les articles homonymes, voir Wakefield (homonymie).
Wakefield est un village des États-Unis faisant partie de la ville de South Kingstown, dans l'État de Rhode Island. 
Wakefield est le centre commercial de la ville.

## Personnalité
- Malford W. Thewlis (1889-1956), médecin, y est né et mort.